# رزالی کراچلی
رُزالی کراچلی (انگلیسی: Rosalie Crutchley؛ ‏ ۴ ژانویهٔ ۱۹۲۰ – ۲۸ ژوئیهٔ ۱۹۹۷) بازیگر اهل انگلستان بود.
از فیلم‌ها یا برنامه‌های تلویزیونی که وی در آن نقش داشته است، می‌توان به یک دنیا فاصله، اسب کهر را بنگر، داستان راهبه، چهار عروسی و یک تشییع جنازه، کجا می‌روی، پسران و عشاق، برجک دفاعی، مالر، داستان دو شهر، گوژپشت نتردام، النی و رسالت اشاره کرد.
کراچلی برنده جایزه بفتا بهترین بازیگر زن تلویزیونی در سال ۱۹۵۷ شده است.